# Fotballklubben Futsal Ørn-Horten 2013-2014
Questa voce raccoglie le informazioni riguardanti il Fotballklubben Futsal Ørn-Horten nelle competizioni ufficiali della stagione 2013-2014.

## Stagione
L'Ørn-Horten ha chiuso la stagione al 10º posto finale, retrocedendo pertanto in 1. divisjon.

## Rosa
| N° | Naz.                | Ruolo | Sportivo              | Anno     |  |  |
| -- | ------------------- | ----- | --------------------- | -------- |  |  |
|    | Norvegia (bandiera) | POR   | Pål Stensholt         | 13.02.90 |  |  |
|    | Norvegia (bandiera) | DIF   | Selim Muho            | 08.03.83 |  |  |
|    | Norvegia (bandiera) | DIF   | Kristoffer Perskaas   | 17.02.95 |  |  |
|    | Norvegia (bandiera) | DIF   | Lars Rustad           | 29.02.96 |  |  |
|    | Norvegia (bandiera) | UNI   | Jørgen Jalland        | 09.09.77 |  |  |
|    | Norvegia (bandiera) | UNI   | Kristoffer Silberg    | 26.03.85 |  |  |
|    | Norvegia (bandiera) |       | Nedim Brbovic         |          |  |  |
|    | Norvegia (bandiera) |       | Elvis Dzinic          |          |  |  |
|    | Norvegia (bandiera) |       | Etnor Gojani          |          |  |  |
|    | Norvegia (bandiera) |       | Thomas Knutsen        |          |  |  |
|    | Norvegia (bandiera) |       | Ole Kristiansen       |          |  |  |
|    | Norvegia (bandiera) |       | Rune Larsen           |          |  |  |
|    | Norvegia (bandiera) |       | Stian Nilsen          |          |  |  |
|    | Norvegia (bandiera) |       | Thomas Nilsen         | 22.10.77 |  |  |
|    | Norvegia (bandiera) |       | Alen Patros           | 07.02.88 |  |  |
|    | Norvegia (bandiera) |       | Evan Patros           | 04.10.89 |  |  |
|    | Norvegia (bandiera) |       | Faissal Saaliti       |          |  |  |
|    | Norvegia (bandiera) |       | Alexander Teklemariam |          |  |  |
|    | Norvegia (bandiera) |       | Kjell André Thu       | 08.07.84 |  |  |
|    | Norvegia (bandiera) |       | Thomas Utter Jensen   |          |  |  |

## Risultati

### Eliteserie

#### Girone di andata
| Tiller 9 novembre 2013, ore 19:00 1ª giornata | Solør     | 2 – 2 referto | Ørn-Horten | KVT Hallen\| Arbitro: \| Myklebust \| |
| Arbitro:                                      | Myklebust |               |            |                                       |

| Tiller 10 novembre 2013, ore 15:15 2ª giornata | Ørn-Horten | 5 – 8 referto | Grorud | KVT Hallen\| Arbitro: \| Schjølberg \| |
| Arbitro:                                       | Schjølberg |               |        |                                        |

| Sandefjord 23 novembre 2013, ore 15:30 3ª giornata | Sandefjord | 5 – 2 referto | Ørn-Horten | Runarhallen\| Arbitro: \| Iversen \| |
| Arbitro:                                           | Iversen    |               |            |                                      |

| Kongsvinger 7 dicembre 2013, ore 12:00 4ª giornata | Kongsvinger | 9 – 3 referto | Ørn-Horten | Tråstadhallen\| Arbitro: \| Hanssen \| |
| Arbitro:                                           | Hanssen     |               |            |                                        |

| Tromsø 14 dicembre 2013, ore 15:30 5ª giornata | Ørn-Horten      | 4 – 7 referto | Tiller | Breivikahallen\| Arbitro: \| Kiil Andreassen \| |
| Arbitro:                                       | Kiil Andreassen |               |        |                                                 |

| Tromsø 15 dicembre 2013, ore 10:00 6ª giornata | Vegakameratene | 6 – 1 referto | Ørn-Horten | Breivikahallen\| Arbitro: \| Iversen \| |
| Arbitro:                                       | Iversen        |               |            |                                         |

| Tiller 11 gennaio 2014, ore 19:00 7ª giornata | Ørn-Horten | 5 – 2 referto | KFUM Oslo | KVT Hallen\| Arbitro: \| Eidhammer \| |
| Arbitro:                                      | Eidhammer  |               |           |                                       |

| Tiller 12 gennaio 2014, ore 10:00 8ª giornata | Sjarmtrollan | 8 – 4 referto | Ørn-Horten | KVT Hallen\| Arbitro: \| Krokdal \| |
| Arbitro:                                      | Krokdal      |               |            |                                     |

| Sørumsand 18 gennaio 2014, ore 17:15 9ª giornata | Ørn-Horten | 3 – 5 referto | Nidaros | Bingsfosshallen\| Arbitro: \| Krokdal \| |
| Arbitro:                                         | Krokdal    |               |         |                                          |

#### Girone di ritorno
| Sørumsand 19 gennaio 2014, ore 17:00 10ª giornata | Ørn-Horten | 2 – 3 referto | Solør | Bingsfosshallen\| Arbitro: \| Sandberg \| |
| Arbitro:                                          | Sandberg   |               |       |                                           |

| Oslo 1º febbraio 2014, ore 19:00 11ª giornata | Grorud  | 8 – 6 referto | Ørn-Horten | KFUM-Hallen\| Arbitro: \| Hanssen \| |
| Arbitro:                                      | Hanssen |               |            |                                      |

| Horten 9 febbraio 2014, ore 14:30 12ª giornata | Ørn-Horten | 1 – 6 referto | Sandefjord | Campus Bakkenteigen Arena\| Arbitro: \| Hanssen \| |
| Arbitro:                                       | Hanssen    |               |            |                                                    |

| Horten 23 febbraio 2014, ore 15:30 13ª giornata | Ørn-Horten | 1 – 7 referto | Kongsvinger | Hortenhallen\| Arbitro: \| Tahir \| |
| Arbitro:                                        | Tahir      |               |             |                                     |

| Oslo 2 febbraio 2014, ore 11:45 14ª giornata | Tiller          | 5 – 0 referto | Ørn-Horten | KFUM-Hallen\| Arbitro: \| Kiil Andreassen \| |
| Arbitro:                                     | Kiil Andreassen |               |            |                                              |

| Oslo 15 febbraio 2014, ore 17:15 15ª giornata | Ørn-Horten | 1 – 10 referto | Vegakameratene | Ellingsrudhallen\| Arbitro: \| Iversen \| |
| Arbitro:                                      | Iversen    |                |                |                                           |

| Oslo 16 febbraio 2014, ore 15:15 16ª giornata | KFUM Oslo | 7 – 4 referto | Ørn-Horten | Ellingsrudhallen\| Arbitro: \| Tvedt \| |
| Arbitro:                                      | Tvedt     |               |            |                                         |

| Oslo 15 marzo 2014, ore 12:00 17ª giornata | Ørn-Horten | 3 – 12 referto | Sjarmtrollan | KFUM-Hallen\| Arbitro: \| Tvedt \| |
| Arbitro:                                   | Tvedt      |                |              |                                    |

| Oslo 16 marzo 2014, ore 10:00 18ª giornata | Nidaros   | 9 – 2 referto | Ørn-Horten | KFUM-Hallen\| Arbitro: \| Eidhammer \| |
| Arbitro:                                   | Eidhammer |               |            |                                        |

### Futsal Cup
| Oslo 25 gennaio 2014, ore 16:15 Quarti di finale | Ørn-Horten | 2 – 1 referto | Nordpolen | KFUM-Hallen\| Arbitro: \| Sandberg \| |
| Arbitro:                                         | Sandberg   |               |           |                                       |

| Oslo 25 gennaio 2014, ore 19:45 Semifinale | Grorud  | 7 – 5 referto | Ørn-Horten | KFUM-Hallen\| Arbitro: \| Hanssen \| |
| Arbitro:                                   | Hanssen |               |            |                                      |